# Maladera kusuii
Maladera kusuii är en skalbaggsart som beskrevs av Miyake 1986. Maladera kusuii ingår i släktet Maladera och familjen Melolonthidae. Inga underarter finns listade i Catalogue of Life.